# NEXI
Nippon Export and Investment Insurance (яп. 日本貿易保険, Nihon Bōeki Hoken), NEXI, є японською страховою корпорацією, що належить японському уряду. Нинішня організація була створена як незалежна адміністративна установа 1 квітня 2001 року під юрисдикцією Міністерства економіки, торгівлі та промисловості на основі Загальних правил для об'єднаних адміністративних установ та Закону про страхування торгівлі та інвестицій. Вона надає послуги зі страхування торгівлі та інвестицій з метою сприяння та розширення міжнародного бізнесу японських компаній.